# Niphobleta buettneri
Niphobleta buettneri är en skalbaggsart som beskrevs av Hermann Julius Kolbe 1892. Niphobleta buettneri ingår i släktet Niphobleta och familjen Cetoniidae. Inga underarter finns listade i Catalogue of Life.